# Юмото Кен'їті
Юмото Кен'їті (яп. 湯元健一, 4 грудня 1984) — японський борець вільного стилю, олімпійський медаліст, бронзовий призер чемпіонату світу.
На літніх Олімпійських іграх 2008 року в Пекіні Кен'їті Юмото посів третє місце, поступившись у півфіналі українцю Василю Федоришину та вигравши втішні сутички за бронзову нагороду. 5 квітня 2017 року Міжнародний олімпійський комітет позбавив Василя Федоришина срібної медалі Ігор 2008 року у зв'язку з наявністю в його пробах допінгу — туринаболу. Його медаль перейшла до Кен'їті Юмото.
Брат-близнюк бронзового призера літніх Олімпійських ігор 2012 року Юмото Сін'їті.

## Спортивні результати на міжнародних змаганнях

### Виступи на Олімпіадах
| Змагання                    | Збірна | Вагова категорія          | Місце  |
| --------------------------- | ------ | ------------------------- | ------ |
| Літні Олімпійські ігри 2008 | Японія | вільна боротьба, до 60 кг | Срібло |
| Літні Олімпійські ігри 2012 | Японія | вільна боротьба, до 60 кг | 5      |

### Виступи на Чемпіонатах світу
| Змагання                        | Збірна | Вагова категорія          | Місце  |
| ------------------------------- | ------ | ------------------------- | ------ |
| Чемпіонат світу з боротьби 2005 | Японія | вільна боротьба, до 60 кг | 13     |
| Чемпіонат світу з боротьби 2007 | Японія | вільна боротьба, до 60 кг | 22     |
| Чемпіонат світу з боротьби 2011 | Японія | вільна боротьба, до 60 кг | Бронза |

### Виступи на Кубках світу
| Змагання                    | Збірна | Вагова категорія          | Місце  |
| --------------------------- | ------ | ------------------------- | ------ |
| Кубок світу з боротьби 2012 | Японія | вільна боротьба, до 60 кг | Срібло |

### Виступи на інших змаганнях
| Змагання                                                      | Збірна | Вагова категорія          | Місце  |
| ------------------------------------------------------------- | ------ | ------------------------- | ------ |
| Олімпійський кваліфікаційний турнір з боротьби 2008 (Варшава) | Японія | вільна боротьба, до 60 кг | Золото |
| Міжнародний меморіал Дейва Шульца 2010                        | Японія | вільна боротьба, до 60 кг | 5      |

### Виступи на змаганнях молодших вікових груп
| Змагання                                     | Збірна | Вагова категорія          | Місце  |
| -------------------------------------------- | ------ | ------------------------- | ------ |
| Чемпіонат Азії з боротьби серед кадетів 2001 | Японія | вільна боротьба, до 54 кг | 4      |
| Чемпіонат Азії з боротьби серед юніорів 2004 | Японія | вільна боротьба, до 60 кг | Бронза |